# فیلیپ نزیر
 فیلیپ نزیر (انگلیسی: Philippe Nozières؛ زاده ۱۲ آوریل ۱۹۳۲) یک فیزیک‌دان اهل فرانسه است.